# Know Your Worth
Know Your Worth è un singolo del cantante statunitense Khalid e del gruppo musicale britannico Disclosure, pubblicato il 4 febbraio 2020 come primo estratto dal terzo album in studio dei Disclosure Energy.

## Pubblicazione
Il 24 gennaio 2020 Khalid ha annunciato la collaborazione tramite il proprio profilo Twitter, rivelandone nell'occasione la copertina.

## Video musicale
Il video musicale, diretto da Daniel Russell, è stato reso disponibile il 27 marzo 2020.

## Tracce
Testi e musiche di Guy Lawrence, James Napier e Khalid Robinson.
Download digitale
1. Know Your Worth – 3:01

Download digitale – Remix
1. Know Your Worth (feat. Davido & Tems) – 3:11

## Formazione
- Khalid – voce
- Disclosure – produzione
- Denis Kosiak – produzione vocale, ingegneria del suono, missaggio
- Ingmar Carlson – ingegneria del suono
- Josh Deguzman – ingegneria del suono
- Hector Vega – assistenza all'ingegneria del suono
- Dale Becker – mastering
- Guy Lawrence – missaggio
- Jon Castelli – missaggio

## Classifiche

### Classifiche settimanali
| Classifica (2020) | Posizione massima |
| ----------------- | ----------------- |
| Australia         | 31                |
| Austria           | 69                |
| Belgio (Fiandre)  | 56                |
| Belgio (Vallonia) | 53                |
| Canada            | 46                |
| Estonia           | 22                |
| Grecia            | 49                |
| Irlanda           | 25                |
| Lettonia          | 42                |
| Lituania          | 21                |
| Norvegia          | 40                |
| Nuova Zelanda     | 31                |
| Paesi Bassi       | 28                |
| Portogallo        | 70                |
| Regno Unito       | 27                |
| Repubblica Ceca   | 67                |
| Romania           | 63                |
| Slovacchia        | 53                |
| Stati Uniti       | 57                |
| Svezia            | 64                |
| Svizzera          | 51                |

### Classifiche di fine anno
| Classifica (2020) | Posizione |
| ----------------- | --------- |
| Australia         | 62        |
| Canada            | 100       |
| Paesi Bassi       | 93        |
| Portogallo        | 133       |